# Mahuza
Mahuza (in hebräischen und aramäischen Quellen, besonders den jüdischen: Machuza oder Machoza) ist ein anderer – von den Juden des Altertums gebrauchter – Name der historischen, nordmesopotamischen Stadt Seleukia-Ktesiphon gegenüber dem Tigris (heute im Irak), in der sich eine talmudische Akademie befand und die gleichzeitig Sitz des Exilarchen war.
Nach Chisdas Tod verlor Sura rapide an Bedeutung. In Pumbedita unterrichteten Rabba bar Nachmani, Josef und Abbaje; auf sie folgte Raba (270–352), der die Akademie in seine Geburtsstadt Mahuza verlegte.
Bei Mahuza liegt die Palastruine des Taq-e Kisra.